# Liang Chen
Dit is een Chinese naam; de familienaam is Liang.
Liang Chen (Xuzhou, 25 februari 1989) is een tennisspeelster uit China. Zij speelt rechtshandig en heeft een tweehandige backhand.

## Loopbaan

### Enkelspel
Liang debuteerde in 2003 op het ITF-toernooi van Taizhou (China). Zij stond in 2005 voor het eerst in een finale, op het ITF-toernooi van Wuhan (China) – zij verloor van landgenote Sun Shengnan. In 2008 veroverde Liang haar eerste titel, op het ITF-toernooi van Tarakan (Indonesië), door de Indonesische Lavinia Tananta te verslaan. Tot op heden(juli 2018) won zij vier ITF-titels, de meest recente in 2014 in Hongkong.
In 2015 speelde Liang voor het eerst op een WTA-hoofdtoernooi, op het toernooi van Nanchang, waar zij via een wildcard was toegelaten.
Haar hoogste positie op de WTA-ranglijst is de 342e plaats, die zij bereikte in september 2009.

### Dubbelspel
Liang behaalde in het dubbelspel betere resultaten dan in het enkelspel. Zij debuteerde in 2005 op het ITF-toernooi van Wuhan (China) samen met landgenote Ren Yunqiao. Zij stond in 2006 voor het eerst in een finale, op het ITF-toernooi van Shenzhen (China), samen met landgenote Song Shanshan – hier veroverde zij haar eerste titel, door het Chinese duo Hao Jie en Yang Shujing te verslaan. In totaal won zij dertien ITF-titels, de meest recente in 2014 in Zhengzhou (China), samen met de Taiwanese Chan Chin-wei.
In 2008 speelde Liang voor het eerst op een WTA-hoofdtoernooi, op het toernooi van Guangzhou, samen met landgenote Zhao Yijing. Zij stond in september 2014 voor het eerst in een WTA-finale, op het toernooi van Guangzhou, samen met de Taiwanese Chuang Chia-jung – hier veroverde zij haar eerste titel, door het koppel Alizé Cornet en Magda Linette te verslaan. Tot op heden(juli 2018) won zij zeven WTA-titels.

### Tennis in teamverband
In 2012 en 2016 maakte Liang deel uit van het Chinese Fed Cup-team – zij behaalde daar een winst/verlies-balans van 3–2.

## Posities op deWTA-ranglijst
Positie per einde seizoen:
| jaar | rang enkelspel | rang dubbelspel |
| ---- | -------------- | --------------- |
| 2005 | 783            | 621             |
| 2006 | 454            | 335             |
| 2007 | 490            | 439             |
| 2008 | 457            | 639             |
| 2009 | 346            | 337             |
| 2010 | 724            | 484             |
| 2011 | 448            | 186             |
| 2012 | 439            | 197             |
| 2013 | 560            | 272             |
| 2014 | 834            | 140             |
| 2015 | 515            | 35              |
| 2016 | –              | 57              |
| 2017 | –              | 62              |

## Palmares
| Legenda                 |
| ----------------------- |
| Grandslamtoernooi       |
| Olympische Spelen       |
| Year-End Championships  |
| Premier Mandatory       |
| Premier Five / WTA 1000 |
| Premier / WTA 500       |
| International / WTA 250 |
| Challenger / WTA 125    |

### WTA-finaleplaatsen enkelspel
geen

### WTA-finaleplaatsen vrouwendubbelspel
| nr.              | finale     | toernooi         | ondergrond    | partner          | tegenstandsters                                | score             |         |
| ---------------- | ---------- | ---------------- | ------------- | ---------------- | ---------------------------------------------- | ----------------- | ------- |
| gewonnen finales |            |                  |               |                  |                                                |                   |         |
| 1.               | 2014-09-20 | WTA Guangzhou    | hardcourt     | Chuang Chia-jung | Alizé Cornet Magda Linette                     | 2-6, 7-6, [10-7]  | details |
| 2.               | 2015-03-08 | WTA Kuala Lumpur | hardcourt     | Wang Yafan       | Joelija Bejhelzymer Olha Savtsjoek             | 4-6, 6-3, [10-4]  | details |
| 3.               | 2015-05-23 | WTA Straatsburg  | gravel        | Chuang Chia-jung | Nadija Kitsjenok Zheng Saisai                  | 4-6, 6-4, [12-10] | details |
| 4.               | 2015-11-08 | Elite Trophy     | hardcourt (i) | Wang Yafan       | Anabel Medina Garrigues Arantxa Parra Santonja | 6-4, 6-3          | details |
| 5.               | 2015-11-15 | WTA Hua Hin      | hardcourt (i) | Wang Yafan       | Varatchaya Wongteanchai Yang Zhaoxuan          | 6-3, 6-4          | details |
| 6.               | 2016-08-07 | WTA Nanchang     | hardcourt     | Lu Jingjing      | Shuko Aoyama Makoto Ninomiya                   | 3-6, 7-6, [13-11] | details |
| 7.               | 2018-04-29 | WTA Istanbul     | gravel        | Zhang Shuai      | Xenia Knoll Anna Smith                         | 6-4, 6-4          | details |
| verloren finales |            |                  |               |                  |                                                |                   |         |
| 1.               | 2015-01-10 | WTA Shenzhen     | hardcourt     | Wang Yafan       | Ljoedmyla Kitsjenok Nadija Kitsjenok           | 4-6, 6-7          | details |
| 2.               | 2015-08-29 | WTA New Haven    | hardcourt     | Chuang Chia-jung | Julia Görges Lucie Hradecká                    | 3-6, 1-6          | details |
| 3.               | 2016-03-06 | WTA Kuala Lumpur | hardcourt     | Wang Yafan       | Varatchaya Wongteanchai Yang Zhaoxuan          | 6-4, 4-6, [7-10]  | details |
| 4.               | 2016-05-21 | WTA Straatsburg  | gravel        | María Irigoyen   | Anabel Medina Garrigues Arantxa Parra Santonja | 2-6, 0-6          | details |
| 5.               | 2016-09-24 | WTA Tokio        | hardcourt     | Yang Zhaoxuan    | Sania Mirza Barbora Strýcová                   | 1-6, 1-6          | details |

## Resultaten grandslamtoernooien
| Legenda | Legenda                          |
| ------- | -------------------------------- |
| g.t.    | geen toernooi gehouden           |
| l.c.    | lagere categorie                 |
| –       | niet deelgenomen                 |
| G       | uitgeschakeld in de groepsfase   |
| 1R      | uitgeschakeld in de eerste ronde |
| 2R      | uitgeschakeld in de tweede ronde |
| 3R      | uitgeschakeld in de derde ronde  |
| 4R      | uitgeschakeld in de vierde ronde |
| KF      | uitgeschakeld in de kwartfinale  |
| HF      | uitgeschakeld in de halve finale |
| F       | de finale verloren               |
| W       | het toernooi gewonnen            |
| w-v     | winst/verlies-balans             |

### Vrouwendubbelspel
| toernooi        | 2015 | 2016 | 2017 | 2018 |
| --------------- | ---- | ---- | ---- | ---- |
| Australian Open | –    | 1R   | 3R   | 1R   |
| Roland Garros   | 1R   | 2R   | 2R   | –    |
| Wimbledon       | 1R   | 1R   | 1R   |      |
| US Open         | 1R   | 1R   | 1R   |      |